# Skyler Samuels

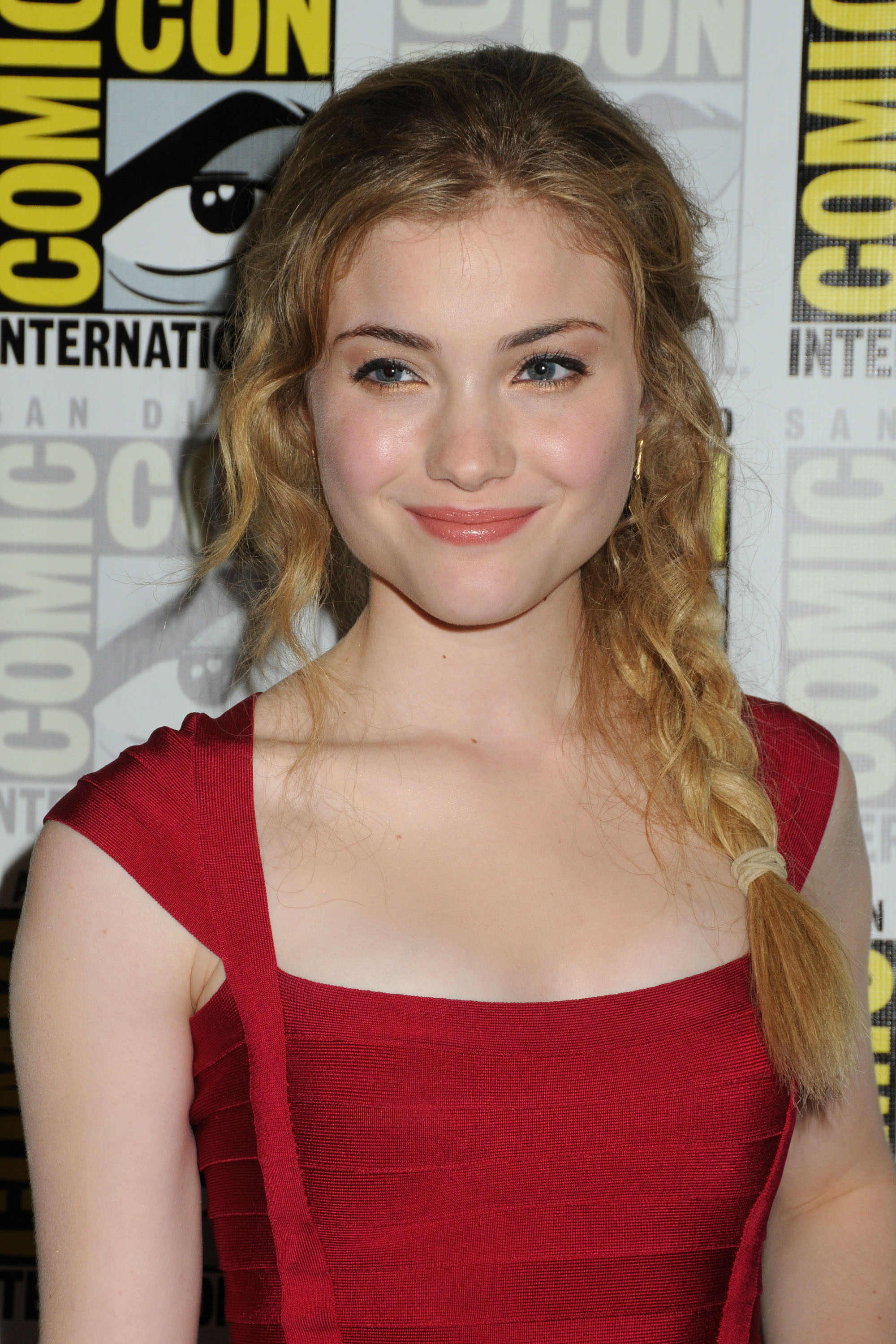
Skyler Samuels

Skyler Rose Samuels (ur. 14 kwietnia 1994 w Los Angeles) – amerykańska aktorka, która wystąpiła m.in. w serialach The Gifted: Naznaczeni i Królowe krzyku.

## Filmografia

### Filmy
| Rok  | Tytuł                                                    | Rola         | Uwagi       |
| ---- | -------------------------------------------------------- | ------------ | ----------- |
| 2005 | Junior Pilot                                             | Mary Jo      | film DVD    |
| 2005 | The Adventures of Big Handsome Guy and His Little Friend |              | krótkometr. |
| 2005 | A Host of Trouble                                        | Maureen      | krótkometr. |
| 2009 | Ojczym                                                   | Beth Harding |             |
| 2010 | Zemsta futrzaków                                         | Amber        |             |
| 2014 | Helicopter Mom                                           | Carrie       |             |
| 2015 | The Duff                                                 | Jess Harris  |             |
| 2016 | The Last Virgin in LA                                    | Courtney     | krótkometr. |
| 2018 | Public Disturbance                                       | Kasey        |             |
| 2018 | Sharon 1.2.3.                                            | Sharon #3    |             |
| 2018 | Spare Room                                               | Lillian      |             |
| 2021 | Masquerade                                               | Woman        |             |
| 2021 | For Every Good Invention                                 | Mary         | krótkometr. |
| 2023 | Meg 2: Głębia                                            | Jess         |             |

### Telewizja
| Rok       | Tytuł                             | Rola                                  | Uwagi            |
| --------- | --------------------------------- | ------------------------------------- | ---------------- |
| 2004      | Drake i Josh                      | Ashley Blake                          | 1 odc.           |
| 2005      | Nie ma to jak hotel               | Brianna                               | 1 odc.           |
| 2005      | Świat Raven                       | Chrissy Collins                       | 1 odc.           |
| 2006      | Miłość z o.o.                     | Maureen                               | 1 odc.           |
| 2007–2008 | Czarodzieje z Waverly Place       | Gigi Hollingsworth                    | 3 odc.           |
| 2009      | Bless This Mess                   | Libby                                 | film TV          |
| 2010      | The Gates: Za bramą tajemnic      | Andie Bates                           | gł. rola         |
| 2011      | The Nine Lives of Chloe King      | Chloe King                            | gł. rola         |
| 2013      | Bloodline                         | Bird Benson                           | film TV          |
| 2014      | American Horror Story: Freak Show | Bonnie Lipton                         | 4 odc.           |
| 2015      | Królowe krzyku                    | Grace Gardner                         | gł. obs. serii 1 |
| 2017-2019 | The Gifted: Naznaczeni            | siostry Frost (Esme, Sophie i Phoebe) | w gł. obsadzie   |
| 2021      | Rekrut                            | Charlotte Luster                      | 1 odc.           |
| 2021      | Showmance                         | Casey                                 | 7 odc.           |
| 2021      | Switched Before Birth             | Olivia Crawford                       | film TV          |
| 2022      | The Gabby Petito Story            | Gabby Petito                          | film TV          |